# Danh sách nhân vật trong truyện Harry Potter
Đây là danh sách những nhân vật trong bộ tiểu thuyết Harry Potter của nhà văn Anh J. K. Rowling. Họ là những nhân vật hư cấu từng xuất hiện một hoặc nhiều lần trong những cuốn tiểu thuyết Harry Potter.

## Nhân vật chính
- Harry James Potter
- Ronald Bilius Weasley
- Hermione Jean Granger
- Albus Percival Wulfric Brian Dumbledore

- Severus Tobias Snape
- Sirius Black

- Rubeus Hagrid
- Ginny Weasley
- Neville Longbottom
- Luna Lovegood
- Fred và George Weasley
- Draco Lucius Malfoy
- Tom Marvolo Riddle (Chúa tể Voldemort)

## Nhân vật phụ
- Cho Chang
- Cedric Diggory
- Aberforth Dumbledore
- Dudley Dursley
- Petunia Dursley (họ Evans trước khi lấy chồng)
- Vernon Dursley
- Argus Filch
- Filius Flitwick
- Cornelius Fudge
- Viktor Krum
- Bellatrix Lestrange (họ Black trước khi lấy chồng)
- Nymphadora Lupin (họ Tonks trước khi lấy chồng)
- Remus John Lupin
- Lucius Malfoy
- Narcissa Malfoy (họ Black trước khi lấy chồng)
- Minerva McGonagall
- Alastor "Mắt-điên" Moody
- Ma Myrtle Khóc nhè
- Peter Pettigrew
- Kingsley Shacklebolt
- Pomona Sprout
- Sybill Trelawney
- Dolores Umbridge
- Arthur Weasley
- Molly Weasley (họ Prewett trước khi lấy chồng)
- Bill Weasley
- Charlie Weasley
- Fleur Weasley (họ Delacour trước khi lấy chồng)
- Percy Weasley

- Horace Slughorn
- James Potter
- Lily Potter (họ Evans trước khi lấy chồng)

## Học sinh

### Nhà Gryffindor
| Gryffindor |

| Dưới Harry 4 năm | Dưới Harry 3 năm | Dưới Harry 2 năm | Dưới Harry 1 năm | Cùng năm với Harry | Trên Harry 1 năm | Trên Harry 2 năm | Trên Harry 4 năm | Không rõ năm    | Trước khi Harry nhập học            |
| ---------------- | ---------------- | ---------------- | ---------------- | ------------------ | ---------------- | ---------------- | ---------------- | --------------- | ----------------------------------- |
| Euan Abercrombie | Dennis Creevey   | Romilda Vane     | Ginny Weasley    | Harry Potter       | Katie Bell       | Fred Weasley     | Oliver Wood      | Ritchie Coote   | Bill Weasley & Charlie Weasley      |
|                  | Jimmy Peakes     |                  | Colin Creevey    | Ron Weasley        | Cormac McLaggen  | George Weasley   | Percy Weasley    | Andrew Kirke    | Lily Evans & James Potter           |
|                  | Natalie McDonald |                  |                  | Hermione Granger   |                  | Lee Jordan       |                  | Demelza Robins  | Sirius Black                        |
|                  |                  |                  |                  | Neville Longbottom |                  | Alicia Spinnet   |                  | Jack Sloper     | Remus Lupin                         |
|                  |                  |                  |                  | Dean Thomas        |                  | Angelina Johnson |                  | Vicky Frobisher | Peter Pettigrew                     |
|                  |                  |                  |                  | Parvati Patil      |                  | Kenneth Towler   |                  | Geoffrey Hooper | Frank Longbottom & Alice Longbottom |
|                  |                  |                  |                  | Seamus Finnigan    |                  |                  |                  |                 | Molly Prewett & Arthur Weasley      |
|                  |                  |                  |                  | Lavender Brown     |                  |                  |                  |                 | Rubeus Hagrid                       |
|                  |                  |                  |                  |                    |                  |                  |                  |                 | Minerva McGonagall                  |
|                  |                  |                  |                  |                    |                  |                  |                  |                 | Albus Dumbledore                    |

### Nhà Ravenclaw
| Ravenclaw        |                    |                     |              |
| Nhỏ hơn Harry    | Cùng năm với Harry | Lớn hơn Harry       | Không rõ năm |
| Luna Lovegood    | Terry Boot         | Eddie Carmichael    | S. Fawcett   |
| Stewart Ackerley | Mandy Brocklehurst | Bradley             | Chambers     |
| Orla Quirke      | Anthony Goldstein  | Penelope Clearwater |              |
|                  | Roger Davies       | Marietta Edgecombe  |              |
|                  | Michael Corner     | Marcus Belby        |              |
|                  | Padma Patil        | Cho Chang           |              |
|                  | Lisa Turpin        |                     |              |

### Nhà Hufflepuff
| Hufflepuff |

| Nhỏ hơn Harry | Dưới Harry 3 năm  | Cùng năm với Harry     | Trên Harry 3 năm | Lớn hơn Harry    | Không rõ năm |
| ------------- | ----------------- | ---------------------- | ---------------- | ---------------- | ------------ |
| Rose Zeller   | Eleanor Branstone | Susan Bones            | Cedric Diggory   | Nymphadora Tonks | Summerby     |
|               | Owen Cauldwell    | Justin Finch-Fletchley |                  | Cadwallader      |              |
|               | Laura Madley      | Hannah Abbott          |                  | Brandley         |              |
|               | Kevin Whitby      | Ernie Macmillan        |                  |                  |              |
|               |                   | Zacharias Smith        |                  |                  |              |

### Nhà Slytherin
| Slytherin        |                     |                 |              |
| Nhỏ hơn Harry    | Cùng năm với Harry  | Lớn hơn Harry   | Không rõ năm |
| Malcolm Baddock  | Draco Malfoy        | Miles Bletchley | Montague     |
| Graham Pritchard | Vincent Crabbe      | Bole            | Urquhart     |
| Harper           | Gregory Goyle       | Derrick         |              |
| Vaisey           | Pansy Parkinson     | Terence Higgs   |              |
|                  | Millicent Bulstrode | Marcus Flint    |              |
|                  | Daphne Greengrass   | Adrian Pucey    |              |
|                  | Theodore Nott       | C. Warrington   |              |
|                  | Blaise Zabini       |                 |              |

Severus Snape(cùng năm với James Potter và Lily Potter)

### Học sinh Hogwarts không rõ nhà
- Cùng năm với Harry
  - Moon
  - Sally-Anne Perks
- Không cùng năm với Harry
  - Derek
  - Harold Dingle
  - Emma Dobbs (dưới Harry 3 năm)
  - Patricia Stimpson (cùng năm với Fred và George)
- Không rõ năm
  - Eloise Midgen
  - Leann

### Những học sinh trong quá khứ
- Nhập học sớm hơn Chúa tể Voldemort
  - Albus Percival Wulfric Brian Dumbledore (Gryffindor)
  - Aberforth Dumbledore (Gryffindor)
  - Newton Scamander (Hufflepuff)
  - Fleamont Potter (Gryffindor)
  - Celestina Warbeck (Gryffindor)
  - Elphias Doge (Gryffindor)
  - Minerva McGonagall (Gryffindor)
  - Filius Flitwick (Ravenclaw)
  - Pomona Sprout (Hufflepuff)
  - Horace Slughorn (Slytherin)
  - Leta Letstrange (Slytherin)
- Thời gian Chúa tể Voldemort đang học
  - Tom Marvolo Riddle (Chúa tể Voldemort) (Slytherin)
  - Ông Avery (Slytherin)
  - Bà Lestrange(Slytherin)
  - Rubeus Hagrid (Gryffindor)
  - Moaning Myrtle (Ravenclaw, bị Tử Xà giết vào năm 1943)
  - Olive Hornby.
- Giữa thời Chúa tể Voldemort đến thời James Potter
  - Arthur Weasley (Gryffindor)
  - Molly Prewett, sau Weasley(Gryffindor)
  - Narcissa Black, sau Malfoy (Slytherin)
  - Bellatrix Black, sau Lestrange (Slytherin)
  - Andromeda Black, sau Tonks
  - Lucius Malfoy, cha của Draco Malfoy (Slytherin)
- Thời gian James Potter đang học
  - Lily Evans, sau Potter (Gryffindor)
  - James Potter (Gryffindor)
  - Sirius Black (Gryffindor)
  - Remus Lupin (Gryffindor)
  - Peter Pettigrew (Gryffindor)
  - Severus Snape (Slytherin)
  - Wilkes (Slytherin)
  - Evan Rosier (Slytherin)
  - Regulus Arcturus Black (Slytherin)
  - Bertha Jorkins
  - Avery, bạn của Snape (Slytherin)
  - Mulciber, bạn của Snape (Slytherin)
  - Bertram Aubrey
  - Davey Gudgeon
  - Mary Macdonald (Gryffindor
  - Florence Fortescue
- Giữa thời James Potter đến thời Harry
  - Charlie Weasley (Gryffindor)
  - Bill Weasley (Gryffindor)
  - Nymphadora Tonks (Hufflepuff, tháng 9 năm 1984-tháng 6 năm 1991)

### Những học sinh trong tương lai
- Edward Remus Lupin - Con trai của Nymphadora Tonks và Remus Lupin, con trai đỡ đầu của Harry Potter - có thể từ tháng 9 năm 2009 - tháng 6 năm 2016
- Victoire Weasley - con gái lớn nhất của Bill Weasley và Fleur Delacour
- James Sirius Potter - Đặt tên theo cha của Harry - con trai của Ginny Weasley và Harry Potter - Gryffindor
- Albus Severus Potter - Đặt tên theo hai giáo sư, hiệu trưởng của Trường Phù thủy và Pháp sư Hogwarts là Albus Dumbledore và Severus Snape
- Lily Luna Potter - Đặt tên theo mẹ của Harry và người bạn, người em gái Luna Lovegood
- Rose Weasley - con gái của Hermione Granger và Ronald Weasley
- Hugo Weasley - con trai của Hermione Granger và Ronald Weasley, nhỏ hơn Rose
- Fred Weasley - Con trai của George Weasley và Angelina Johnson
- Scorpius Malfoy - Con trai của Draco Malfoy và Astoria Greengrass

### Những trường khác
- Fleur Delacour (Beauxbatons)
- Gabrielle Delacour (Beauxbatons)
- Viktor Krum (Durmstrang)
- Gellert Grindelwald (Durmstrang)

### Những tổ chức học sinh
- Đội quân của Dumbledore(Đoàn Quân Dumbledore, viết tắt là D.A.)
- S.P.E.W
- Đội Thanh tra
- Câu lạc bộ Slug
- Duelling Club
- Charms Club
- Gobstones Club
- Đội Quidditch nhà Slytherin
- Đội Quidditch nhà Gryffindor
- Đội Quidditch nhà Ravenclaw
- Đội Quidditch nhà Hufflepuff

## Những người làm việc tại Hogwarts

### Hiệu trưởng
- Minevra McGonagall
- Severus Snape
- Dolores Umbridge
- Albus Dumbledore
- Armando Dippet (người tiền nhiệm của Dumbledore)
- Phineas Nigellus Black (đảm nhiệm chức hiệu trưởng đầu thế kỷ XX)
- Dilys Derwent
- Giáo sư Everard
- Dexter Fortescue

### Chủ nhiệm
- Filius Flitwick (Bùa chú) - chủ nhiệm nhà Ravenclaw
- Minerva McGonagall (Biến hình) - chủ nhiệm nhà Gryffindor
- Horace Slughorn (Độc dược) - chủ nhiệm nhà Slytherin tới năm 1981
- Severus Snape (Độc dược/Phòng chống nghệ thuật hắc ám) - chủ nhiệm nhà Slytherin 1981–1997
- Pomona Sprout (Thực vật học) - chủ nhiệm nhà Hufflepuff

### Những giáo sư khác
- Quá khứ
  - Albus Dumbledore - Biến Hình
  - Giáo sư Kettleburn - Chăm sóc sinh vật huyền bí
  - Galatea Merrythought - Phòng chống nghệ thuật hắc ám
  - Horace Slughorn - Độc dược
- Hiện tại
  - Albus Dumbledore -Hiệu trưởng tới tập Harry Potter and the Half-Blood Prince (1997)
  - Minerva McGonagall -Biến hình
  - Severus Snape - Độc dược, Phòng Chống Nghệ Thuật Hắc Ám
  - Quirinus Quirrell - Phòng Chống Nghệ Thuật Hắc Ám (năm 1).
  - Gilderoy Lockhart - Phòng Chống Nghệ Thuật Hắc Ám (năm 2).
  - Filius Flitwick - Bùa mê
  - Pomona Sprout - Thảo dược học
  - Cuthbert Binns -Lịch sử pháp thuật
  - Firenze - Tiên tri
  - Rubeus Hagrid - Chăm sóc sinh vật huyền bí(1993)
  - Rolanda Hooch - Bay, trọng tài Quidditch
  - Aurora Sinistra - Thiên văn học
  - Sybill Patricia Trelawney - Tiên tri
  - Septima Vector - Số học
  - Bathsheda Babbling - Cỗ ngữ Runes
  - Charity Burbage - Muggle học, bị Voldemort giết trong tập Harry Potter and the Deathly Hallows
  - Horace Slughorn - Độc dược
  - Alecto Carrow - Muggle học
  - Amycus Carrow - Phòng chống nghệ thuật hắc ám
- Giáo viên thay thế
  - Wilhelmina Grubbly-Plank - Chăm sóc sinh vật huyền bí
- Tương lai
  - Neville Longbottom - Thảo dược học

### Những người khác làm việc tại Hogwarts
- Apollyon Pringle (giám thị trong trường Hogwarts trước Filch)
- Argus Filch (giám thị trong trường Hogwarts)
- Ogg (người giữ khóa trường Hogwarts trước Hagrid)
- Rubeus Hagrid (người giữ khóa cũng là Giáo viên chăm sóc sinh vật huyền bí)
- Irma Pince (người quản lý thư viện trường Hogwarts)
- Poppy Pomfrey (y tá, bác sĩ quản lý Bệnh Thất trường Hogwarts)

### Những trường khác
- Igor Karkaroff (hiệu trưởng trường Durmstrang) - đã chết
- Olympe Maxime (hiệu trưởng trường Beauxbatons)

### Những giáo sư khác
- Wilkie Twycross

## Những hồn ma và yêu tinh

### Ma của từng nhà
- Ma Nick suýt mất đầu, Gryffindor
- Ma Nam tước đẫm máu, Slytherin
- Ma Thầy tu mập, Hufflepuff
- Ma Bà Xám (Helena Ravenclaw), Ravenclaw

### Khác
- Giáo sư Cuthbert Binns môn Lịch sử Pháp thuật
- Myrtle Elizabeth Warren - ma khóc nhè Myrtle
- Ngài Patrick Delaney - Podmore
- Peeves (yêu tinh)

## Hội Phượng hoàng

### Thành viên hiện tại
- Dedalus Diggle
- Elphias Doge
- Aberforth Dumbledore - Gryffindor
- Arabella Figg (Á phù thủy)
- Rubeus Hagrid - Gryffindor
- Hestia Jones
- Minerva McGonagall - Gryffindor
- Sturgis Podmore
- Kingsley Shacklebolt
- Arthur Weasley - Gryffindor
- Bill Weasley - Gryffindor
- Charlie Weasley - Gryffindor
- Fleur Delacour
- Molly Weasley - Gryffindor
- Mundungus Fletcher

### Chết trong trận chiến đầu tiên
- Edgar Bones - bị các Tử thần thực tử giết
- Caradoc Dearborn - có thể bị các Tử thần thực tử giết, không tìm thấy xác
- Benjy Fenwick
- Marlene McKinnon
- Dorcas Meadowes - bị Chúa tể Voldemort giết
- James Potter - bị Chúa tể Voldemort giết
- Lily Potter - bị Chúa tể Voldemort giết
- Gideon Prewett - anh của Molly Weasley, bị Antonin Dolohov giết
- Fabian Prewett - anh của Molly Weasley, bị Antonin Dolohov giết

### Mất khả năng nhận thức trong trận chiến đầu tiên
- Frank và Alice Longbottom

### Chết trong trận chiến thứ hai
- Sirius Black (chết vào tháng 6 năm 1996) — Gryffindor
- Emmeline Vance (chết vào tháng 7 năm 1996)
- Albus Dumbledore (chết vào tháng 6 năm 1997) — Gryffindor
- Alastor Moody
- Remus Lupin (bị Dolohov giết trong cuộc chiến Hogwarts) — Gryffindor
- Nymphadora Tonks (bị Bellatrix Lestrange giết trong cuộc chiến Hogwarts) — Hufflepuff
- Severus Snape (bị Nagini giết) — Slytherin
- Fred Weasley - Gryffindor

### Gián điệp hai mang
- Severus Snape
- Peter Pettigrew

## Chết trong trận chiến thứ hai (không phải thành viên của hội)
- Frank Bryce
- Cedric Diggory
- Igor Karkaroff
- Bertha Jorkins
- Lavender Brown
- Barty Crouch Sr.
- Amelia Bones
- Giáo sư Charity Burbage
- Hedwig
- Rufus Scrimgeour
- Dirk Cresswell
- Ted Tonks
- Bathilda Bagshot
- Gregorovitch
- Peter Pettigrew
- Gellert Grindelwald
- Dobby
- Vincent Crabbe
- Colin Creevey
- Gibbon
- Bellatrix Lestrange
- Chúa tể Voldemort

## Phù thủy và pháp sư hắc ám

### Các tử thần thực tử
Chúa tể Voldemort (Tom Marvolo Riddle) (chỉ huy)
- Còn sống - Được cho là không bắt được
  - Alecto Carrow
  - Amycus Carrow
  - Avery
  - Crabbe Cha (cha của Vincent Crabbe)
  - Antonin Dolohov
  - Walden Macnair
  - Goyle Cha (cha của Gregory Goyle)
  - Jugson
  - Rabastan Lestrange
  - Rodolphus Lestrange
  - Mulciber
  - Nott Cha (cha của Theodore Nott)
  - Augustus Rookwood
  - Travers
  - Yaxley
  - Thorfinn Rowle
  - Selwyn
- Chết hoặc không còn linh hồn
  - Lord Voldemort
  - Barty Crouch con
  - Peter Pettigrew
  - Quirinus Quirrell
  - Evan Rosier
  - Wilkes
  - Vincent Crabbe
  - Gibbon
  - Bellatrix Lestrange
- Phản bội tử thần thực tử
  - Igor Karkaroff
  - Regulus Black
  - Draco Malfoy
  - Lucius Malfoy
  - Narcissa Malfoy
  - Severus Snape
  - Peter Pettigrew
- Những thành viên khác
  - Fenrir Greyback (Người sói)
  - Pius Thicknesse
  - Stan Shunpike

### Một số pháp sư hắc ám khác
- Gellert Grindelwald
- Herpo the Foul

## Bộ Pháp thuật

### Bộ trưởng Pháp thuật
- Artemisia Lufkin
- Grogan Stump
- Millicent Bagnold
- Hesphaestus Gore (1752-1770)
- Cornelius Oswald Fudge (1990-1996)
- Rufus Scrimgeour (1996-1997)
- Pius Thicknesse (1997-1998)
- Kingsley Shacklebolt (1998-)
- Hermione Granger (trong Harry Potter và Đứa trẻ bị nguyền rủa)

### Nhân viên của Bộ
- Bob
- Dirk Cresswell
- Amos Diggory
- Madame Edgecombe
- Mafalda Hopkirk
- Walden Macnair
- Cuthbert Mockridge
- Arnold Peasegood
- Perkins
- Dolores Jane Umbridge
- Wilkie Twycross
- Arthur Weasley
- Rufus Scrimgeour
- Percy Weasley
- Gilbert Wimple
- Tiberius McLaggen
- Reginald "Reg" Cattermole
- Pius Thicknesse
- Lucius Malfoy
- Hermione Granger
- Broderick Bode
- Albert Runcorn

### Thần Sáng
- Hesphaestus Gore (cựu Thần sáng và Bộ trưởng Pháp thuật, đã nghỉ hưu)
- John Dawlish
- Alice Longbottom
- Frank Longbottom (đã chết)
- Alastor Moody "Mắt Điên" (đã chết)
- Gawain Robards (Chỉ huy Thần Sáng)
- Savage
- Proudfoot
- Kingsley Shacklebolt
- Nymphadora Tonks (chết tại Hogwarts năm 1998)
- Williamson
- Rufus Scrimgeour (cựu Chỉ huy Thần sáng và Bộ trưởng Pháp thuật, đã chết)
- Harry Potter
- Ronald Weasley
- Neville Longbottom

### Thành viên Pháp Thẩm đoàn
- Albus Dumbledore (chết năm 1997)
- Griselda Marchbanks
- Cornelius Fudge
- Tiberius Ogden
- Amelia Bones
- Dolores Jane Umbridge

### Từng là nhân viên của Bộ
- Ludovic Bagman (former Head of the Department of Magical Games and Sports)
- Bob Ogden (official of Department of Magical Law Enforcement 50 years ago)
- Broderick Bode (former Unspeakable)
- Amelia Bones (former Head of the Department of Magical Law Enforcement)
- Barty Crouch (former Head of the Department of International Cooperation)
- Bertha Jorkins (former official of Department of Magical Games and Sports, Department of International Cooperation)
- Newton Scamander (former official of Department of Magical Creatures, Beast Division)
- Mnemone Radford (First Known Obliviator)

### Một số nhân viên khác
- Basil (Transportation)
- Eric Munch (security guard in the Atrium)

## Nhân vật trong các đội Quidditch

### Cầu thủ Quidditch Hogwarts
- Gryffindor
  - Angelina Johnson (Truy thủ)
  - Demelza Robins (Truy thủ)
  - Katie Bell (Truy thủ)
  - Dean Thomas (Truy thủ)
  - Alicia Spinnet (Truy thủ)
  - Fred Weasley (Tấn thủ)
  - George Weasley (Tấn thủ)
  - Jack Sloper (Tấn thủ)
  - Jimmy Peakes (Tấn thủ)
  - Ritchie Coote (Tấn thủ)
  - Oliver Wood (Thủ môn)
  - Harry Potter (Tầm thủ)
  - Ron Weasley (Thủ môn sau khi Wood rời trường)
  - Ginny Weasley (Tầm thủ/Truy thủ)
  - Cormac McLaggen (Thủ môn)
- Ravenclaw
  - Jeremy Stretton (Truy thủ)
  - Roger Davies (Truy thủ)
  - Randolph Burrow (Truy thủ)
  - Duncan Inglebee (Tấn thủ)
  - Jason Samuels (Tấn thủ)
  - Grant Page (Thủ môn)
  - Cho Chang (Tầm thủ)
- Hufflepuff
  - Malcolm Preece (Truy thủ)
  - Heidi Macavoy (Truy thủ)
  - Zacharia Smith (Truy thủ)
  - Tamsin Applebee (Truy thủ)
  - Maxine O'Flaherty (Tấn thủ)
  - Anthony Rickett (Tấn thủ)
  - Herbert Fleet (Thủ môn)
  - Cedric Diggory (Tầm thủ)
- Slytherin
  - Marcus Flint (Truy thủ)
  - Cassius Warrington (Tấn thủ)
  - Terence Higgs (Tầm thủ)
  - Graham Montague (Truy thủ)
  - Adrian Pucey (Truy thủ)
  - Lucian Bole (Tấn thủ)
  - Peregrin Derrick (Tấn thủ)
  - Miles Bletchley (Thủ môn)
  - Draco Malfoy (Tầm thủ)

### Cầu thủ Quidditch quốc tế
- Đội Pháp
  - Mathilda Mallond (Truy thủ)
  - Josephine Moran (Truy thủ)
  - Hildegarde LaFarge (Truy thủ)
  - LeGuam (Tấn thủ)
  - Saalsaa (Tấn thủ)
  - Sebastian (Thủ môn)
  - Deabeauty (Tầm thủ)
- Đội Úc
  - Matthew Ashwonga (Truy thủ)
  - Kenneth Hastings (Truy thủ)
  - Miriam Monteague (Truy thủ)
  - Wongaringopowow (Tấn thủ)
  - Minnows (Tấn thủ)
  - Kabunga (Thủ môn)
  - Jess Rwanda (Tầm thủ)
- Đội Scandinavi
  - Olaf Andersson (Truy thủ)
  - Norre Gustaffson (Truy thủ)
  - Peter Hansson (Truy thủ)
  - Nooksson (Tấn thủ)
  - Petersson (Tấn thủ)
  - Helleström (Thủ môn)
  - Alpönse (Tầm thủ)
- Đội Tây Ban Nha
  - Garcia (Truy thủ)
  - Libron (Truy thủ)
  - Kartaya (Truy thủ)
  - Santini (Tấn thủ)
  - Montatroya (Tấn thủ)
  - Fellino (Thủ môn)
  - Mallero (Tầm thủ)
- Đội Mỹ
  - Gianni Fidelli (Truy thủ)
  - Debbie Monts (Truy thủ)
  - Robert Greene (Truy thủ)
  - Rosinski (Tấn thủ)
  - Brown (Tấn thủ)
  - Heidelburger (Thủ môn)
  - Singleton (Tầm thủ)
- Đội Anh
  - Edric Forrester (Truy thủ)
  - Avery Hawksworth (Truy thủ)
  - Keaton Flipney (Truy thủ)
  - Whitney (Tấn thủ)
  - Chowdhury Tấn thủ)
  - Frimsy (Thủ môn)
  - Harkin (Tầm thủ)
- Đội Nhật
  - Noriyuki Sato (Truy thủ)
  - Yoshihiro Suzuki (Truy thủ)
  - Hiyotaro Tanaka (Truy thủ)
  - Takahachi (Tấn thủ)
  - Takahachi (Tấn thủ)
  - Inamoto (Thủ môn)
  - Watanabe (Tầm thủ)
- Đội Đức
  - Kurt Smit (Truy thủ)
  - Kirstin Berger (Truy thủ)
  - Indo Brandt (Truy thủ)
  - Klockenspieler (Tấn thủ)
  - Elbridge (Tấn thủ)
  - Vile (Thủ môn)
  - Weiss (Tầm thủ)
- Đội Ailen
  - Connolly (Tấn thủ)
  - Aidan Lynch (Tầm thủ)
  - Mullet (Truy thủ)
  - Moran (Truy thủ)
  - Quigley (Tấn thủ)
  - Barry Ryan (Thủ môn)
  - Troy (Truy thủ)
- Đội Bulgari
  - Dimitrov (Truy thủ)
  - Ivanova (Truy thủ)
  - Viktor Krum (Tầm thủ)
  - Levski (Truy thủ)
  - Volkov (Tấn thủ)
  - Vulchanov (Tấn thủ)
  - Zograf (Thủ môn)
- Holyhead Harpies
  - Gwenog Jones (Captain)
  - Gwendolyn Morgan, (Thủ môn)
  - Glynnis Griffiths, (Tầm thủ)
  - Ginny Weasley
- Heidelberg Harriers
  - Rudolf Brand, (Tầm thủ)
- Falmouth Falcons
  - Karl Broadmoore, (Tấn thủ)
  - Kevin Broadmoore, (Tấn thủ)
  - Basil Horton,
  - Randolph Keitch,
- Khác
  - Ludovic Bagman (cựu Tấn thủ của đội Wimbourne Wasps)
  - Oliver Wood
  - Catriona MacCormack
  - Roderick Plumpton
  - Meaghen MacCormack, con gái của Catriona MacCormack
  - Darren O'Hare
  - Josef Wronski
  - Dragomir Gorgovitch

### Other
- Hassan Mostafa
- Archie (Harry Potter and the Goblet of Fire)

## Phù thủy và pháp sư trong lịch sử

### Các nhà sáng lập Hogwarts
- Godric Gryffindor
- Helga Hufflepuff
- Rowena Ravenclaw
- Salazar Slytherin

### Khác
- Nicolas Flamel (tạo ra Hòn đá phù thủy)
- Perenelle Flamel (vợ của Nicolas Flamel)
- Urquhart Rackharrow
- Wendelin the Weird
- Bowman Wright
- Crispin Cronk

## Họ hàng của nhân vật chính

### Họ hàng của các phù thủy Hắc ám
- Morfin Gaunt - cậu của Chúa tể Voldemort
- Merope Gaunt - mẹ của Chúa tể Voldemort
- Marvolo Gaunt - ông ngoại của Chúa tể Voldemort
- Tom Riddle Sr - người cha Muggle của Chúa tể Voldemort
- Mr và Mrs Riddle - ông bà nội Muggle của Chúa tể Voldemort
- Andromeda Tonks - mẹ của Nymphadora Tonks, chị của Narcissa Malfoy và em của Bellatrix Lestrange, và người họ hàng yêu quý của Sirius Black
- Abraxas Malfoy - ông của Draco Malfoy, cha của Lucius Malfoy
- Narcissa Malfoy - Vợ của Lucius Malfoy, mẹ của Draco Malfoy, em của Bellatrix Lestrange và Andromeda Tonks, dì Nymphadora Tonks (không là Phù Thủy Hắc ám).
- Bathilda Bagshot - Dì của Gellert Grindelwald, sử gia nổi tiếng.
- Cadmus Peverell - họ hàng của Chúa tể Voldemort

### Họ hàng của các học sinh Hogwarts
- Mẹ của Hannah Abbott - bị giết vào năm 1996.
- Edgar Bones - chú của Susan Bones
- Amelia Bones - Dì của Susan Bones (chết năm 1996)
- Fergus - anh họ của Seamus Finnigan
- Bà Finnigan - Mẹ của Seamus Finnigan
- Algie Longbottom
- Augusta Longbottom - bà của Neville Longbottom
- Enid Longbottom - Dì của Neville Longbottom
- Alice Longbottom - Mẹ của Neville Longbottom
- Frank Longbottom - Cha của Neville Longbottom
- Xenophilius Lovegood – Cha của Luna Lovegood, chủ tờ báo The Quibbler
- Bà Zabini - mẹ của Blaise Zabini
- James Potter - cha Harry Potter
- Lily Potter - mẹ Harry Potter
- Ignotus Peverell
- Great Aunt Muriel - dì của Ron Weasley

### Họ hàng thành viên của Hội Phượng Hoàng
- Ariana Dumbledore - Em của Albus Dumbledore
- Percival Dumbledore - Cha của Albus Dumbledore
- Kendra Dumbledore - Mẹ của Albus Dumbledore
- Alphard Black - chú của Sirius Black
- Elladora Black - Dì của Sirius Black
- Orion Black - Cha của Sirius Black
- Walburga Black - Mẹ của Sirius Black
- Eileen Prince - Mẹ của Severus Snape
- Tobias Snape - cha của Severus Snape
- "Ông Hagrid" - cha của Rubeus Hagrid
- Fridwulfa - mẹ khổng lồ của Rubeus Hagrid
- Grawp - em cùng mẹ khác cha của Rubeus Hagrid
- Araminta Meliflua
- Ted Tonks - Cha của Nymphadora Tonks
- Cassandra Trelawney - họ hàng của Sybill Trelawney
- Great Auntie Muriel - Chị cả nhà Molly.
- Edward Remus Lupin (Teddy) - con trai Nymphadora Tonks và Remus Lupin, con trai đỡ đầuHarry Potter

### Thế hệ tương lai
- James Sirius Potter - con trai lớn nhất của Harry Potter và Ginny Weasley
- Albus Severus Potter - con trai thứ hai của Harry Potter và Ginny Weasley
- Lily Luna Potter - Con gái nhỏ nhất Harry Potter và Ginny Weasley
- Rose Weasley - con gái của Hermione Granger và Ron Weasley
- Hugo Weasley - con trai của Hermione Granger và Ron Weasley
- Victoire Weasley - con gái của Bill Weasley và Fleur Delacour
- Scorpius Malfoy - con trai của Draco Malfoy
- Fred Weasley II - con trai của George Weasley
- Roxanne Weasley - con gái của George Weasley

## Phù thủy và pháp sư khác

### Xuất hiện ở Hẻm Xéo, Hẻm Knockturn và làng Hogsmeade
- Hẻm Xéo
  - Tom,phục vụ ở quán Cái Vạc Lủng
  - Daisy Dodderidge,
  - Fred Weasley
  - George Weasley
  - Verity, phụ tá của tiệm Weasleys' Wizard Wheezes
  - Griphook, yêu tinh của ngân hàng Gringotts
  - Ragnok
  - Florean Fortescue
  - Ông Ollivander
  - Ông Augustus Worme
  - Ngài M Lestrange
  - Madam Malkin, chủ tiệm Trang phục cho mọi dịp của phu nhân Malkin
- Hẻm Knockturn
  - Borgin
  - Caractacus Burke
  - Tom Marvolo Riddle, từng là nhân viên của tiệm Borgin và Burkes.
- Làng Hogsmeade
  - Aberforth Dumbledore, phục vụ ở quán Hog's Head
  - Ambrosius Flume
  - Bà Rosmerta
  - Bà Puddifoot
  - Dervish và Banges

### Lương y
- Dilys Derwent
- Augustus Pye
- Hippocrates Smethwyck
- Miriam Strout
- Poppy Pomfrey
- Urquhart Rackharrow lived from 1612 to 1697 and was the inventor of the Entrail-Expelling Curse.

### Tác giả
- Newt Scamander
- Kennilworthy Whisp
- Bathilda Bagshot
- Libatius Borage
- Miranda Goshawk
- Inigo Imago
- Sir M Lestrange
- Arsenius Jigger
- Wilbert Slinkhard
- Phyllida Spore
- Emeric Switch
- Quentin Trimble
- Cassandra Vablatsky
- Professor Vindictus Viridian
- Adalbert Waffling
- Eldred Worple

### Ca sĩ
- Stubby Boardman
- Celestina Warbeck, singer.
- Nhóm Quái Tỷ muội
- Lorcan d'Eath

### Khác
- Agnes
- Doris Crockford
- Barnabas Cuffe (biên tập của tờ Nhật báo Tiện Tri)
- Ambrosius Flume
- Gladys Gudgeon
- Ciceron Harkiss
- Madam Marsh
- Tiberius Ogden
- Ernie Prang
- Doris Purkiss
- Sanguini (ma cà rồng)
- Stan Shunpike (người bán vé của Xe bus Hiệp sĩ)
- Rita Skeeter - phóng viên tờ Nhật báo Tiện Tri
- Veronica Smethley
- Hepzibah Smith
- Felix Summerbee
- Willy Widdershins
- Hambledon Quince
- MBà Cattermole
- Gregorovitch (người làm đũa phép ở Durmstrang)

## Nhân vật không có pháp thuật

### Á phù thủy
Arabella Figg
Marius Black
Argus Filch, giám thị trường Hogwarts
Ariana Dumbledore(bịa đặt bởi Rita Skeeter)

### Muggles

#### Xuất hiện tạiLittle Whinging
- Gia đình Dursley
  - Dudley Dursley
  - Marjorie Dursley (Dì Marge)
  - Petunia Dursley
  - Vernon Dursley
- Băng của Dudley
  - Piers Polkiss
  - Gordon
  - Malcolm
  - Dennis
- Khác
  - Bà Polkiss (mẹ của Piers)
  - Ông và Bà Mason
  - Mark Evans

#### Xuất hiện tạiLàng Little Hangleton
- Tom Riddle cha và cha mẹ
- Frank Bryce
- Dot

#### Young Tom Marvolo Riddle related
- Mrs Cole
- Amy Benson
- Dennis Bishop
- Billy Stubbs
- Cecilia
- Merope

#### Khác
- Tobias Snape- cha của Severus Snape
- Thủ tướng Muggles
- Ông bà Granger, nha sĩ
- Ông Roberts
- Argus Fleet
- Herbert Chorley
- Jim McGuffin
- Ted

## Những nhân vật khác

### Gia tinh
- Dobby (lúc đầu là gia tinh của gia đình Malfoy) - nhờ Harry nên được tự do. (bị Bellatrix Lestrange giết)
- Hokey (gia tinh của Hepzibah Smith)
- Kreacher (gia tinh Harry thừa hưởng từ Sirius Black)
- Winky (gia tinh của gia đình Crouch)

### Yêu tinh
- Griphook
- Ragnok
- Bogrod
- Gornuk
- Elfric the Eager
- Emeric the Evil
- Uric the Oddball
- Eargit the Ugly
- Alguff the Awful
- Ug the Unreliable
- Urg the Unclean
- Ragnuk the First

### Người khổng lồ
- Thuần chủng
  - Fridwulfa, mẹ của Hagrid
  - Grawp, em cùng mẹ khác cha của Hagrid
  - Karkus
  - Golgomath
- Lai khổng lồ
  - Rubeus Hagrid
  - Olympe Maxime

### Nhân mã
- Bane
- Firenze
- Magorian
- Ronan

### Người sói
- Fenrir Greyback
- Remus Lupin

### Người hóa thú
- Có đăng ký
  - Minerva McGonagall (con mèo)
- Không đăng ký
  - James Potter (con hươu)
  - Sirius Black (con chó)
  - Peter Pettigrew (con chuột)
  - Rita Skeeter (con bọ)

### Tiên nữ
- Thuần chủng
  - Bà của Fleur Delacour
- Lai 
  - Apolline Delacour
  - Fleur Delacour
  - Gabrielle Delacour
  - Victoire Weasley

## Sinh vật khác

### Cú
- Errol (của gia đình Weasley)
- Hedwig (của Harry Potter)
- Hermes (của Percy Weasley)
- Pigwidgeon (của Ron Weasley)

### Mèo
- Crookshanks (của Hermione Granger)
- Mèo của Millicent Bulstrode
- Bà Norris (mèo của Argus Filch)
- Bà Paws, Snowy, Tibbles và Tufty (của Arabella Figg)

### Chó
- Fang
- Fluffy (con chó ba đầu của Hagrid)
- Ripper (chó bull của dì Marge)

### Rắn
- Boa Constrictor - con rắn ở sở thú trong tập Harry Potter and the Philosopher's Stone
- Nagini (của Chúa tể Voldemort)
- Basilisk (con rắn Tử Xà trong Harry Potter phần 2)

### Rồng
- Swedish Short-Snout đấu với Cedric trong cuộc thi Tam Pháp thuật
- Common Welsh Green đấu với Fleur trong cuộc thi Tam Pháp thuật
- Chinese Fireball đấu với Viktor trong cuộc thi Tam Pháp thuật
- Hungarian Horntail đấu với Harry trong cuộc thi Tam Pháp thuật
- Norbert
- Antipodean Opaleye
- Hebridean Black
- Peruvian Vipertooth
- Romanian Longhorn
- Ukrainian Ironbelly

### Khác
- Aragog (nhện khổng lồ, sống trong Rừng Cấm, chết trong tập 6)
- Mosag, vợ của Aragog
- Arnold
- Binky (thỏ con của Lavender Brown)
- Fawkes (của Albus Dumbledore)
- Giant Squid
- Scabbers (chuột của Ron Weasley)
- Trevor (cóc của Neville Longbottom)
- Buckbeak (tên khác là Witherwings, con bằng mã)
- Tenebrus

## Gia đình Black
Gia đình Black (còn gọi là Dòng họ Black hay Gia tộc Black) là một trong những gia đình phù thủy hư cấu trong bộ truyện Harry Potter của nữ nhà văn Anh Quốc J. K. Rowling. Đây là dòng họ phù thủy thuần chủng cao quý và lâu đời nhất trong cộng đồng phù thủy Anh. Hầu hết các dòng họ phù thủy thuần chủng chính nghĩa như Potter(không được nêu tên trong danh sách 28 dòng họ phù thủy thuần chủng), Weasley, Longbottom, Crouch, Macmillan, Prewett,...  và gian tà như Bulstrode, Crabbe, Flint, Lestrange, Malfoy, Rosier, Yaxley,...đều có quan hệ họ hàng xa gần với dòng họ Black. Với quan niệm thuần chủng, đa số thành viên trong gia tộc này đều đi theo Chúa tể Voldemort và liên quan ít nhiều đến Nghệ thuật Hắc ám. Tên của họ phần lớn có nguồn gốc từ những vì sao(Sirius,...), chòm sao(Orion,...)hay thiên hà(Andromeda,...).
Căn nhà số 12, đường Grimmauld chính là căn nhà chính thức của Gia đình Black mà người thừa kế cuối cùng là Sirius Black. Sau này, quyền thừa kế căn nhà được chuyển cho Harry Potter, vốn là con đỡ đầu của Sirius. Ngôi nhà đồ sộ được che giấu giữ hai ngôi nhà Số mưới một và Số mười ba tồi tàn của dân Muggle. Trước nhà là bậc thềm đá mòn nhẵn, không có ổ khóa hay hộp thư. Cánh cửa vào nhà màu đen có tay nắm bắng bạc chạm hình con rắn bị vặn tréo. Trong nhà bụi bặm, ẩm mốc và giống như bị bỏ hoang vì không có ai trông nom trong thời gian Sirius bị giam giữ tại nhà ngục Azkaban. Gần như tất cả những vật dụng trong nhà đều có chạm hình con rắn.Trong phòng vẽ của căn nhà là hình cây phả hệ của Dòng họ Black bắt đầu từ thời kì Trung cổ và kéo dài đến ngày nay, đời cuối cùng là Sirius. Những người không phải là phù thủy thuần chủng, bị cho là kẻ phản bội dòng máu hay quan hệ với những phù thủy máu lai, dân Muggle thì tên trên hình đều bị đốt cháy, xem như không còn quan hệ đến gia tộc nữa.	
|  |  |                        |                        |                        |                        |                        |                        |  |  |                    |                    |                    |                    |                    |                    |                 |                 | Arcturus Black    | Arcturus Black    | Arcturus Black    | Arcturus Black    | Arcturus Black    | Arcturus Black    |  |  | Lucretia Black     | Lucretia Black     | Lucretia Black     | Lucretia Black     | Lucretia Black     | Lucretia Black     |  |  |                     |                     |                     |                     |                     |                     |  |  |                    |                  |                  |                  |                  |                  |  |  |                   |                   |                   |                   |                   |                   |  |  |
|  |  |                        |                        |                        |                        |                        |                        |  |  |                    |                    |                    |                    |                    |                    |                 |                 | Arcturus Black    | Arcturus Black    | Arcturus Black    | Arcturus Black    | Arcturus Black    | Arcturus Black    |  |  | Lucretia Black     | Lucretia Black     | Lucretia Black     | Lucretia Black     | Lucretia Black     | Lucretia Black     |  |  |                     |                     |                     |                     |                     |                     |  |  |                    |                  |                  |                  |                  |                  |  |  |                   |                   |                   |                   |                   |                   |  |  |
|  |  |                        |                        |                        |                        |                        |                        |  |  |                    |                    |                    |                    |                    |                    |                 |                 |                   |                   |                   |                   |                   |                   |  |  |                    |                    |                    |                    |                    |                    |  |  |                     |                     |                     |                     |                     |                     |  |  |                    |                  |                  |                  |                  |                  |  |  |                   |                   |                   |                   |                   |                   |  |  |
|  |  |                        |                        |                        |                        |                        |                        |  |  |                    |                    |                    |                    |                    |                    |                 |                 |                   |                   |                   |                   |                   |                   |  |  |                    |                    |                    |                    |                    |                    |  |  |                     |                     |                     |                     |                     |                     |  |  |                    |                  |                  |                  |                  |                  |  |  |                   |                   |                   |                   |                   |                   |  |  |
|  |  |                        |                        |                        |                        |                        |                        |  |  |                    |                    |                    |                    |                    |                    |                 |                 | Melania Macmillan | Melania Macmillan | Melania Macmillan | Melania Macmillan | Melania Macmillan | Melania Macmillan |  |  | Ignatius Prewett   | Ignatius Prewett   | Ignatius Prewett   | Ignatius Prewett   | Ignatius Prewett   | Ignatius Prewett   |  |  |                     |                     |                     |                     |                     |                     |  |  |                    |                  |                  |                  |                  |                  |  |  |                   |                   |                   |                   |                   |                   |  |  |
|  |  |                        |                        |                        |                        |                        |                        |  |  | Sirius Black       |                    |                    |                    |                    |                    |                 |                 | Melania Macmillan | Melania Macmillan | Melania Macmillan | Melania Macmillan | Melania Macmillan | Melania Macmillan |  |  | Ignatius Prewett   | Ignatius Prewett   | Ignatius Prewett   | Ignatius Prewett   | Ignatius Prewett   | Ignatius Prewett   |  |  |                     |                     |                     |                     |                     |                     |  |  |                    |                  |                  |                  |                  |                  |  |  |                   |                   |                   |                   |                   |                   |  |  |
|  |  |                        |                        |                        |                        |                        |                        |  |  |                    |                    |                    |                    |                    |                    |                 |                 |                   |                   |                   |                   |                   |                   |  |  |                    |                    |                    |                    |                    |                    |  |  |                     |                     |                     |                     |                     |                     |  |  |                    |                  |                  |                  |                  |                  |  |  |                   |                   |                   |                   |                   |                   |  |  |
|  |  |                        |                        |                        |                        |                        |                        |  |  |                    |                    |                    |                    |                    |                    |                 |                 | Lycoris Black     | Lycoris Black     | Lycoris Black     | Lycoris Black     | Lycoris Black     | Lycoris Black     |  |  | Orion Black        | Orion Black        | Orion Black        | Orion Black        | Orion Black        | Orion Black        |  |  | Sirius Black        | Sirius Black        | Sirius Black        | Sirius Black        | Sirius Black        | Sirius Black        |  |  |                    |                  |                  |                  |                  |                  |  |  |                   |                   |                   |                   |                   |                   |  |  |
|  |  |                        |                        |                        |                        |                        |                        |  |  |                    |                    |                    |                    |                    |                    |                 |                 | Lycoris Black     | Lycoris Black     | Lycoris Black     | Lycoris Black     | Lycoris Black     | Lycoris Black     |  |  | Orion Black        | Orion Black        | Orion Black        | Orion Black        | Orion Black        | Orion Black        |  |  | Sirius Black        | Sirius Black        | Sirius Black        | Sirius Black        | Sirius Black        | Sirius Black        |  |  |                    |                  |                  |                  |                  |                  |  |  |                   |                   |                   |                   |                   |                   |  |  |
|  |  |                        |                        |                        |                        |                        |                        |  |  | Hesper Gamp        |                    |                    |                    |                    |                    |                 |                 |                   |                   |                   |                   |                   |                   |  |  |                    |                    |                    |                    |                    |                    |  |  |                     |                     |                     |                     |                     |                     |  |  |                    |                  |                  |                  |                  |                  |  |  |                   |                   |                   |                   |                   |                   |  |  |
|  |  |                        |                        |                        |                        |                        |                        |  |  |                    |                    |                    |                    |                    |                    |                 |                 |                   |                   |                   |                   |                   |                   |  |  |                    |                    |                    |                    |                    |                    |  |  |                     |                     |                     |                     |                     |                     |  |  |                    |                  |                  |                  |                  |                  |  |  |                   |                   |                   |                   |                   |                   |  |  |
|  |  |                        |                        |                        |                        |                        |                        |  |  |                    |                    |                    |                    |                    |                    |                 |                 | Regulus Black     | Regulus Black     | Regulus Black     | Regulus Black     | Regulus Black     | Regulus Black     |  |  | Walburga Black     | Walburga Black     | Walburga Black     | Walburga Black     | Walburga Black     | Walburga Black     |  |  | Regulus Black       | Regulus Black       | Regulus Black       | Regulus Black       | Regulus Black       | Regulus Black       |  |  |                    |                  |                  |                  |                  |                  |  |  |                   |                   |                   |                   |                   |                   |  |  |
|  |  |                        |                        |                        |                        |                        |                        |  |  |                    |                    |                    |                    |                    |                    |                 |                 | Regulus Black     | Regulus Black     | Regulus Black     | Regulus Black     | Regulus Black     | Regulus Black     |  |  | Walburga Black     | Walburga Black     | Walburga Black     | Walburga Black     | Walburga Black     | Walburga Black     |  |  | Regulus Black       | Regulus Black       | Regulus Black       | Regulus Black       | Regulus Black       | Regulus Black       |  |  |                    |                  |                  |                  |                  |                  |  |  |                   |                   |                   |                   |                   |                   |  |  |
|  |  |                        |                        |                        |                        |                        |                        |  |  | Phineas Black      |                    |                    |                    |                    |                    |                 |                 |                   |                   |                   |                   |                   |                   |  |  |                    |                    |                    |                    |                    |                    |  |  |                     |                     |                     |                     |                     |                     |  |  |                    |                  |                  |                  |                  |                  |  |  |                   |                   |                   |                   |                   |                   |  |  |
|  |  |                        |                        |                        |                        |                        |                        |  |  |                    |                    |                    |                    |                    |                    |                 |                 |                   |                   |                   |                   |                   |                   |  |  |                    |                    |                    |                    |                    |                    |  |  |                     |                     |                     |                     |                     |                     |  |  |                    |                  |                  |                  |                  |                  |  |  |                   |                   |                   |                   |                   |                   |  |  |
|  |  | Sirius Black           | Sirius Black           | Sirius Black           | Sirius Black           | Sirius Black           | Sirius Black           |  |  |                    |                    |                    |                    |                    |                    |                 |                 | Pollux Black      | Pollux Black      | Pollux Black      | Pollux Black      | Pollux Black      | Pollux Black      |  |  | Alphard Black      | Alphard Black      | Alphard Black      | Alphard Black      | Alphard Black      | Alphard Black      |  |  | Bellatrix Black     | Bellatrix Black     | Bellatrix Black     | Bellatrix Black     | Bellatrix Black     | Bellatrix Black     |  |  |                    |                  |                  |                  |                  |                  |  |  |                   |                   |                   |                   |                   |                   |  |  |
|  |  | Sirius Black           | Sirius Black           | Sirius Black           | Sirius Black           | Sirius Black           | Sirius Black           |  |  |                    |                    |                    |                    |                    |                    |                 |                 | Pollux Black      | Pollux Black      | Pollux Black      | Pollux Black      | Pollux Black      | Pollux Black      |  |  | Alphard Black      | Alphard Black      | Alphard Black      | Alphard Black      | Alphard Black      | Alphard Black      |  |  | Bellatrix Black     | Bellatrix Black     | Bellatrix Black     | Bellatrix Black     | Bellatrix Black     | Bellatrix Black     |  |  |                    |                  |                  |                  |                  |                  |  |  |                   |                   |                   |                   |                   |                   |  |  |
|  |  |                        |                        |                        |                        |                        |                        |  |  |                    |                    |                    |                    |                    |                    |                 |                 |                   |                   |                   |                   |                   |                   |  |  |                    |                    |                    |                    |                    |                    |  |  |                     |                     |                     |                     |                     |                     |  |  |                    |                  |                  |                  |                  |                  |  |  |                   |                   |                   |                   |                   |                   |  |  |
|  |  |                        |                        |                        |                        |                        |                        |  |  |                    |                    |                    |                    |                    |                    |                 |                 |                   |                   |                   |                   |                   |                   |  |  |                    |                    |                    |                    |                    |                    |  |  |                     |                     |                     |                     |                     |                     |  |  |                    |                  |                  |                  |                  |                  |  |  |                   |                   |                   |                   |                   |                   |  |  |
|  |  | Phineas Nigellus Black | Phineas Nigellus Black | Phineas Nigellus Black | Phineas Nigellus Black | Phineas Nigellus Black | Phineas Nigellus Black |  |  |                    |                    |                    |                    |                    |                    |                 |                 | Irma Crabbe       | Irma Crabbe       | Irma Crabbe       | Irma Crabbe       | Irma Crabbe       | Irma Crabbe       |  |  |                    |                    |                    |                    |                    |                    |  |  | Rodolphus Lestrange | Rodolphus Lestrange | Rodolphus Lestrange | Rodolphus Lestrange | Rodolphus Lestrange | Rodolphus Lestrange |  |  |                    |                  |                  |                  |                  |                  |  |  |                   |                   |                   |                   |                   |                   |  |  |
|  |  | Phineas Nigellus Black | Phineas Nigellus Black | Phineas Nigellus Black | Phineas Nigellus Black | Phineas Nigellus Black | Phineas Nigellus Black |  |  |                    |                    |                    |                    |                    |                    |                 |                 | Irma Crabbe       | Irma Crabbe       | Irma Crabbe       | Irma Crabbe       | Irma Crabbe       | Irma Crabbe       |  |  |                    |                    |                    |                    |                    |                    |  |  | Rodolphus Lestrange | Rodolphus Lestrange | Rodolphus Lestrange | Rodolphus Lestrange | Rodolphus Lestrange | Rodolphus Lestrange |  |  |                    |                  |                  |                  |                  |                  |  |  |                   |                   |                   |                   |                   |                   |  |  |
|  |  |                        |                        |                        |                        |                        |                        |  |  | Cygnus Black       | Cygnus Black       | Cygnus Black       | Cygnus Black       | Cygnus Black       | Cygnus Black       |                 |                 |                   |                   |                   |                   |                   |                   |  |  | Cygnus Black       | Cygnus Black       | Cygnus Black       | Cygnus Black       | Cygnus Black       | Cygnus Black       |  |  |                     |                     |                     |                     |                     |                     |  |  | Remus Lupin        | Remus Lupin      | Remus Lupin      | Remus Lupin      | Remus Lupin      | Remus Lupin      |  |  |                   |                   |                   |                   |                   |                   |  |  |
|  |  |                        |                        |                        |                        |                        |                        |  |  | Cygnus Black       | Cygnus Black       | Cygnus Black       | Cygnus Black       | Cygnus Black       | Cygnus Black       |                 |                 |                   |                   |                   |                   |                   |                   |  |  | Cygnus Black       | Cygnus Black       | Cygnus Black       | Cygnus Black       | Cygnus Black       | Cygnus Black       |  |  |                     |                     |                     |                     |                     |                     |  |  | Remus Lupin        | Remus Lupin      | Remus Lupin      | Remus Lupin      | Remus Lupin      | Remus Lupin      |  |  |                   |                   |                   |                   |                   |                   |  |  |
|  |  | Ursula Flint           | Ursula Flint           | Ursula Flint           | Ursula Flint           | Ursula Flint           | Ursula Flint           |  |  |                    |                    |                    |                    |                    |                    |                 |                 | Cassiopeia Black  | Cassiopeia Black  | Cassiopeia Black  | Cassiopeia Black  | Cassiopeia Black  | Cassiopeia Black  |  |  |                    |                    |                    |                    |                    |                    |  |  | Andromeda Black     | Andromeda Black     | Andromeda Black     | Andromeda Black     | Andromeda Black     | Andromeda Black     |  |  |                    |                  |                  |                  |                  |                  |  |  | Ted Lupin         | Ted Lupin         | Ted Lupin         | Ted Lupin         | Ted Lupin         | Ted Lupin         |  |  |
|  |  |                        | Ursula Flint           | Ursula Flint           | Ursula Flint           | Ursula Flint           | Ursula Flint           |  |  |                    |                    |                    |                    |                    |                    |                 |                 | Cassiopeia Black  | Cassiopeia Black  | Cassiopeia Black  | Cassiopeia Black  | Cassiopeia Black  | Cassiopeia Black  |  |  |                    |                    |                    |                    |                    |                    |  |  | Andromeda Black     | Andromeda Black     | Andromeda Black     | Andromeda Black     | Andromeda Black     | Andromeda Black     |  |  |                    |                  |                  |                  |                  |                  |  |  | Ted Lupin         | Ted Lupin         | Ted Lupin         | Ted Lupin         | Ted Lupin         | Ted Lupin         |  |  |
|  |  |                        |                        |                        |                        |                        |                        |  |  | Violetta Bulstrode | Violetta Bulstrode | Violetta Bulstrode | Violetta Bulstrode | Violetta Bulstrode | Violetta Bulstrode |                 |                 |                   |                   |                   |                   |                   |                   |  |  | Druella Rosier     | Druella Rosier     | Druella Rosier     | Druella Rosier     | Druella Rosier     | Druella Rosier     |  |  |                     |                     |                     |                     |                     |                     |  |  | Nymphadora Tonks   | Nymphadora Tonks | Nymphadora Tonks | Nymphadora Tonks | Nymphadora Tonks | Nymphadora Tonks |  |  |                   |                   |                   |                   |                   |                   |  |  |
|  |  |                        |                        |                        |                        |                        |                        |  |  | Violetta Bulstrode | Violetta Bulstrode | Violetta Bulstrode | Violetta Bulstrode | Violetta Bulstrode | Violetta Bulstrode |                 |                 |                   |                   |                   |                   |                   |                   |  |  | Druella Rosier     | Druella Rosier     | Druella Rosier     | Druella Rosier     | Druella Rosier     | Druella Rosier     |  |  |                     |                     |                     |                     |                     |                     |  |  | Nymphadora Tonks   | Nymphadora Tonks | Nymphadora Tonks | Nymphadora Tonks | Nymphadora Tonks | Nymphadora Tonks |  |  |                   |                   |                   |                   |                   |                   |  |  |
|  |  | Elladora Black         | Elladora Black         | Elladora Black         | Elladora Black         | Elladora Black         | Elladora Black         |  |  |                    |                    |                    |                    |                    |                    |                 |                 | Marius Black      | Marius Black      | Marius Black      | Marius Black      | Marius Black      | Marius Black      |  |  |                    |                    |                    |                    |                    |                    |  |  | Ted Tonks           | Ted Tonks           | Ted Tonks           | Ted Tonks           | Ted Tonks           | Ted Tonks           |  |  |                    |                  |                  |                  |                  |                  |  |  |                   |                   |                   |                   |                   |                   |  |  |
|  |  | Elladora Black         | Elladora Black         | Elladora Black         | Elladora Black         | Elladora Black         | Elladora Black         |  |  |                    |                    |                    |                    |                    |                    |                 |                 | Marius Black      | Marius Black      | Marius Black      | Marius Black      | Marius Black      | Marius Black      |  |  |                    |                    |                    |                    |                    |                    |  |  | Ted Tonks           | Ted Tonks           | Ted Tonks           | Ted Tonks           | Ted Tonks           | Ted Tonks           |  |  |                    |                  |                  |                  |                  |                  |  |  |                   |                   |                   |                   |                   |                   |  |  |
|  |  |                        |                        |                        |                        |                        |                        |  |  |                    |                    |                    |                    |                    |                    |                 |                 |                   |                   |                   |                   |                   |                   |  |  |                    |                    |                    |                    |                    |                    |  |  |                     |                     |                     |                     |                     |                     |  |  |                    |                  |                  |                  |                  |                  |  |  |                   |                   |                   |                   |                   |                   |  |  |
|  |  | Isla Black             | Isla Black             | Isla Black             | Isla Black             | Isla Black             | Isla Black             |  |  |                    |                    |                    |                    |                    |                    |                 |                 | Dorea Black       | Dorea Black       | Dorea Black       | Dorea Black       | Dorea Black       | Dorea Black       |  |  |                    |                    |                    |                    |                    |                    |  |  | Narcissa Black      | Narcissa Black      | Narcissa Black      | Narcissa Black      | Narcissa Black      | Narcissa Black      |  |  |                    |                  |                  |                  |                  |                  |  |  |                   |                   |                   |                   |                   |                   |  |  |
|  |  | Isla Black             | Isla Black             | Isla Black             | Isla Black             | Isla Black             | Isla Black             |  |  |                    |                    |                    |                    |                    |                    |                 |                 | Dorea Black       | Dorea Black       | Dorea Black       | Dorea Black       | Dorea Black       | Dorea Black       |  |  |                    |                    |                    |                    |                    |                    |  |  | Narcissa Black      | Narcissa Black      | Narcissa Black      | Narcissa Black      | Narcissa Black      | Narcissa Black      |  |  |                    |                  |                  |                  |                  |                  |  |  |                   |                   |                   |                   |                   |                   |  |  |
|  |  |                        |                        |                        |                        |                        |                        |  |  |                    |                    |                    |                    |                    |                    |                 |                 |                   |                   |                   |                   |                   |                   |  |  | Male Potter        | Male Potter        | Male Potter        | Male Potter        | Male Potter        | Male Potter        |  |  |                     |                     |                     |                     |                     |                     |  |  | Draco Malfoy       | Draco Malfoy     | Draco Malfoy     | Draco Malfoy     | Draco Malfoy     | Draco Malfoy     |  |  |                   |                   |                   |                   |                   |                   |  |  |
|  |  |                        |                        |                        |                        |                        |                        |  |  |                    |                    |                    |                    |                    |                    |                 |                 |                   |                   |                   |                   |                   |                   |  |  | Male Potter        | Male Potter        | Male Potter        | Male Potter        | Male Potter        | Male Potter        |  |  |                     |                     |                     |                     |                     |                     |  |  | Draco Malfoy       | Draco Malfoy     | Draco Malfoy     | Draco Malfoy     | Draco Malfoy     | Draco Malfoy     |  |  |                   |                   |                   |                   |                   |                   |  |  |
|  |  | Bob Hitchens           | Bob Hitchens           | Bob Hitchens           | Bob Hitchens           | Bob Hitchens           | Bob Hitchens           |  |  |                    |                    |                    |                    |                    |                    |                 |                 | Charlus Potter    | Charlus Potter    | Charlus Potter    | Charlus Potter    | Charlus Potter    | Charlus Potter    |  |  |                    |                    |                    |                    |                    |                    |  |  | Lucius Malfoy       | Lucius Malfoy       | Lucius Malfoy       | Lucius Malfoy       | Lucius Malfoy       | Lucius Malfoy       |  |  |                    |                  |                  |                  |                  |                  |  |  | Scorpius Malfoy   | Scorpius Malfoy   | Scorpius Malfoy   | Scorpius Malfoy   | Scorpius Malfoy   | Scorpius Malfoy   |  |  |
|  |  |                        | Bob Hitchens           | Bob Hitchens           | Bob Hitchens           | Bob Hitchens           | Bob Hitchens           |  |  |                    |                    |                    |                    |                    |                    |                 |                 | Charlus Potter    | Charlus Potter    | Charlus Potter    | Charlus Potter    | Charlus Potter    | Charlus Potter    |  |  |                    |                    |                    |                    |                    |                    |  |  | Lucius Malfoy       | Lucius Malfoy       | Lucius Malfoy       | Lucius Malfoy       | Lucius Malfoy       | Lucius Malfoy       |  |  |                    |                  |                  |                  |                  |                  |  |  | Scorpius Malfoy   | Scorpius Malfoy   | Scorpius Malfoy   | Scorpius Malfoy   | Scorpius Malfoy   | Scorpius Malfoy   |  |  |
|  |  |                        |                        |                        |                        |                        |                        |  |  |                    |                    |                    |                    |                    |                    |                 |                 |                   |                   |                   |                   |                   |                   |  |  |                    |                    |                    |                    |                    |                    |  |  |                     |                     |                     |                     |                     |                     |  |  | Astoria Greengrass |                  |                  |                  |                  |                  |  |  |                   |                   |                   |                   |                   |                   |  |  |
|  |  |                        |                        |                        |                        |                        |                        |  |  |                    |                    |                    |                    |                    |                    |                 |                 | Male Burke        | Male Burke        | Male Burke        | Male Burke        | Male Burke        | Male Burke        |  |  | Callidora Black    | Callidora Black    | Callidora Black    | Callidora Black    | Callidora Black    | Callidora Black    |  |  | Male Longbottom     | Male Longbottom     | Male Longbottom     | Male Longbottom     | Male Longbottom     | Male Longbottom     |  |  |                    |                  |                  |                  |                  |                  |  |  |                   |                   |                   |                   |                   |                   |  |  |
|  |  |                        |                        |                        |                        |                        |                        |  |  |                    |                    |                    |                    |                    |                    |                 |                 | Male Burke        | Male Burke        | Male Burke        | Male Burke        | Male Burke        | Male Burke        |  |  | Callidora Black    | Callidora Black    | Callidora Black    | Callidora Black    | Callidora Black    | Callidora Black    |  |  | Male Longbottom     | Male Longbottom     | Male Longbottom     | Male Longbottom     | Male Longbottom     | Male Longbottom     |  |  |                    |                  |                  |                  |                  |                  |  |  |                   |                   |                   |                   |                   |                   |  |  |
|  |  |                        |                        |                        |                        |                        |                        |  |  | Belvina Black      | Belvina Black      | Belvina Black      | Belvina Black      | Belvina Black      | Belvina Black      |                 |                 |                   |                   |                   |                   |                   |                   |  |  |                    |                    |                    |                    |                    |                    |  |  |                     |                     |                     |                     |                     |                     |  |  | Fleur Delacour     | Fleur Delacour   | Fleur Delacour   | Fleur Delacour   | Fleur Delacour   | Fleur Delacour   |  |  | Victoire Weasley  | Victoire Weasley  | Victoire Weasley  | Victoire Weasley  | Victoire Weasley  | Victoire Weasley  |  |  |
|  |  |                        |                        |                        |                        |                        |                        |  |  | Belvina Black      | Belvina Black      | Belvina Black      | Belvina Black      | Belvina Black      | Belvina Black      |                 |                 |                   |                   |                   |                   |                   |                   |  |  |                    |                    |                    |                    |                    |                    |  |  |                     |                     |                     |                     |                     |                     |  |  | Fleur Delacour     | Fleur Delacour   | Fleur Delacour   | Fleur Delacour   | Fleur Delacour   | Fleur Delacour   |  |  | Victoire Weasley  | Victoire Weasley  | Victoire Weasley  | Victoire Weasley  | Victoire Weasley  | Victoire Weasley  |  |  |
|  |  |                        |                        |                        |                        |                        |                        |  |  |                    |                    |                    |                    |                    |                    |                 |                 | Male Burke        | Male Burke        | Male Burke        | Male Burke        | Male Burke        | Male Burke        |  |  | Harfang Longbottom | Harfang Longbottom | Harfang Longbottom | Harfang Longbottom | Harfang Longbottom | Harfang Longbottom |  |  | Female Longbottom   | Female Longbottom   | Female Longbottom   | Female Longbottom   | Female Longbottom   | Female Longbottom   |  |  |                    |                  |                  |                  |                  |                  |  |  |                   |                   |                   |                   |                   |                   |  |  |
|  |  |                        |                        |                        |                        |                        |                        |  |  |                    |                    |                    |                    |                    |                    |                 |                 | Male Burke        | Male Burke        | Male Burke        | Male Burke        | Male Burke        | Male Burke        |  |  | Harfang Longbottom | Harfang Longbottom | Harfang Longbottom | Harfang Longbottom | Harfang Longbottom | Harfang Longbottom |  |  | Female Longbottom   | Female Longbottom   | Female Longbottom   | Female Longbottom   | Female Longbottom   | Female Longbottom   |  |  |                    |                  |                  |                  |                  |                  |  |  |                   |                   |                   |                   |                   |                   |  |  |
|  |  |                        |                        |                        |                        |                        |                        |  |  | Herbert Burke      | Herbert Burke      | Herbert Burke      | Herbert Burke      | Herbert Burke      | Herbert Burke      |                 |                 |                   |                   |                   |                   |                   |                   |  |  |                    |                    |                    |                    |                    |                    |  |  |                     |                     |                     |                     |                     |                     |  |  | Bill Weasley       | Bill Weasley     | Bill Weasley     | Bill Weasley     | Bill Weasley     | Bill Weasley     |  |  | Dominique Weasley | Dominique Weasley | Dominique Weasley | Dominique Weasley | Dominique Weasley | Dominique Weasley |  |  |
|  |  |                        |                        |                        |                        |                        |                        |  |  | Herbert Burke      | Herbert Burke      | Herbert Burke      | Herbert Burke      | Herbert Burke      | Herbert Burke      |                 |                 |                   |                   |                   |                   |                   |                   |  |  |                    |                    |                    |                    |                    |                    |  |  |                     |                     |                     |                     |                     |                     |  |  | Bill Weasley       | Bill Weasley     | Bill Weasley     | Bill Weasley     | Bill Weasley     | Bill Weasley     |  |  | Dominique Weasley | Dominique Weasley | Dominique Weasley | Dominique Weasley | Dominique Weasley | Dominique Weasley |  |  |
|  |  |                        |                        |                        |                        |                        |                        |  |  |                    |                    |                    |                    |                    |                    |                 |                 | Female Burke      | Female Burke      | Female Burke      | Female Burke      | Female Burke      | Female Burke      |  |  | Cedrella Black     | Cedrella Black     | Cedrella Black     | Cedrella Black     | Cedrella Black     | Cedrella Black     |  |  | Bilius Weasley      | Bilius Weasley      | Bilius Weasley      | Bilius Weasley      | Bilius Weasley      | Bilius Weasley      |  |  |                    |                  |                  |                  |                  |                  |  |  |                   |                   |                   |                   |                   |                   |  |  |
|  |  |                        |                        |                        |                        |                        |                        |  |  |                    |                    |                    |                    |                    |                    |                 |                 | Female Burke      | Female Burke      | Female Burke      | Female Burke      | Female Burke      | Female Burke      |  |  | Cedrella Black     | Cedrella Black     | Cedrella Black     | Cedrella Black     | Cedrella Black     | Cedrella Black     |  |  | Bilius Weasley      | Bilius Weasley      | Bilius Weasley      | Bilius Weasley      | Bilius Weasley      | Bilius Weasley      |  |  |                    |                  |                  |                  |                  |                  |  |  |                   |                   |                   |                   |                   |                   |  |  |
|  |  |                        |                        |                        |                        |                        |                        |  |  |                    |                    |                    |                    |                    |                    |                 |                 |                   |                   |                   |                   |                   |                   |  |  |                    |                    |                    |                    |                    |                    |  |  |                     |                     |                     |                     |                     |                     |  |  | Charlie Weasley    | Charlie Weasley  | Charlie Weasley  | Charlie Weasley  | Charlie Weasley  | Charlie Weasley  |  |  | Louis Weasley     | Louis Weasley     | Louis Weasley     | Louis Weasley     | Louis Weasley     | Louis Weasley     |  |  |
|  |  |                        |                        |                        |                        |                        |                        |  |  |                    |                    |                    |                    |                    |                    |                 |                 |                   |                   |                   |                   |                   |                   |  |  |                    |                    |                    |                    |                    |                    |  |  |                     |                     |                     |                     |                     |                     |  |  | Charlie Weasley    | Charlie Weasley  | Charlie Weasley  | Charlie Weasley  | Charlie Weasley  | Charlie Weasley  |  |  | Louis Weasley     | Louis Weasley     | Louis Weasley     | Louis Weasley     | Louis Weasley     | Louis Weasley     |  |  |
|  |  |                        |                        |                        |                        |                        |                        |  |  |                    |                    |                    |                    | Arcturus Black     | Arcturus Black     | Arcturus Black  | Arcturus Black  | Arcturus Black    | Arcturus Black    |                   |                   |                   |                   |  |  | Septimus Weasley   | Septimus Weasley   | Septimus Weasley   | Septimus Weasley   | Septimus Weasley   | Septimus Weasley   |  |  | Arthur Weasley      | Arthur Weasley      | Arthur Weasley      | Arthur Weasley      | Arthur Weasley      | Arthur Weasley      |  |  |                    |                  |                  |                  |                  |                  |  |  |                   |                   |                   |                   |                   |                   |  |  |
|  |  |                        |                        |                        |                        |                        |                        |  |  |                    |                    |                    |                    | Arcturus Black     | Arcturus Black     | Arcturus Black  | Arcturus Black  | Arcturus Black    | Arcturus Black    |                   |                   |                   |                   |  |  | Septimus Weasley   | Septimus Weasley   | Septimus Weasley   | Septimus Weasley   | Septimus Weasley   | Septimus Weasley   |  |  | Arthur Weasley      | Arthur Weasley      | Arthur Weasley      | Arthur Weasley      | Arthur Weasley      | Arthur Weasley      |  |  |                    |                  |                  |                  |                  |                  |  |  |                   |                   |                   |                   |                   |                   |  |  |
|  |  |                        |                        |                        |                        |                        |                        |  |  |                    |                    |                    |                    |                    |                    |                 |                 |                   |                   |                   |                   |                   |                   |  |  |                    |                    |                    |                    |                    |                    |  |  |                     |                     |                     |                     |                     |                     |  |  | Percy Weasley      | Percy Weasley    | Percy Weasley    | Percy Weasley    | Percy Weasley    | Percy Weasley    |  |  | Molly Weasley     | Molly Weasley     | Molly Weasley     | Molly Weasley     | Molly Weasley     | Molly Weasley     |  |  |
|  |  |                        |                        |                        |                        |                        |                        |  |  |                    |                    |                    |                    |                    |                    |                 |                 |                   |                   |                   |                   |                   |                   |  |  |                    |                    |                    |                    |                    |                    |  |  |                     |                     |                     |                     |                     |                     |  |  | Percy Weasley      | Percy Weasley    | Percy Weasley    | Percy Weasley    | Percy Weasley    | Percy Weasley    |  |  | Molly Weasley     | Molly Weasley     | Molly Weasley     | Molly Weasley     | Molly Weasley     | Molly Weasley     |  |  |
|  |  |                        |                        |                        |                        |                        |                        |  |  |                    |                    |                    |                    | Lysandra Yaxley    | Lysandra Yaxley    | Lysandra Yaxley | Lysandra Yaxley | Lysandra Yaxley   | Lysandra Yaxley   |                   |                   |                   |                   |  |  | Charis Black       | Charis Black       | Charis Black       | Charis Black       | Charis Black       | Charis Black       |  |  | Molly Prewett       | Molly Prewett       | Molly Prewett       | Molly Prewett       | Molly Prewett       | Molly Prewett       |  |  |                    |                  |                  |                  |                  |                  |  |  |                   |                   |                   |                   |                   |                   |  |  |
|  |  |                        |                        |                        |                        |                        |                        |  |  |                    |                    |                    |                    | Lysandra Yaxley    | Lysandra Yaxley    | Lysandra Yaxley | Lysandra Yaxley | Lysandra Yaxley   | Lysandra Yaxley   |                   |                   |                   |                   |  |  | Charis Black       | Charis Black       | Charis Black       | Charis Black       | Charis Black       | Charis Black       |  |  | Molly Prewett       | Molly Prewett       | Molly Prewett       | Molly Prewett       | Molly Prewett       | Molly Prewett       |  |  |                    |                  |                  |                  |                  |                  |  |  |                   |                   |                   |                   |                   |                   |  |  |
|  |  |                        |                        |                        |                        |                        |                        |  |  |                    |                    |                    |                    |                    |                    |                 |                 |                   |                   |                   |                   |                   |                   |  |  |                    |                    |                    |                    |                    |                    |  |  |                     |                     |                     |                     |                     |                     |  |  | Audrey             | Audrey           | Audrey           | Audrey           | Audrey           | Audrey           |  |  | Lucy Weasley      | Lucy Weasley      | Lucy Weasley      | Lucy Weasley      | Lucy Weasley      | Lucy Weasley      |  |  |
|  |  |                        |                        |                        |                        |                        |                        |  |  |                    |                    |                    |                    |                    |                    |                 |                 |                   |                   |                   |                   |                   |                   |  |  |                    |                    |                    |                    |                    |                    |  |  |                     |                     |                     |                     |                     |                     |  |  | Audrey             | Audrey           | Audrey           | Audrey           | Audrey           | Audrey           |  |  | Lucy Weasley      | Lucy Weasley      | Lucy Weasley      | Lucy Weasley      | Lucy Weasley      | Lucy Weasley      |  |  |
|  |  |                        |                        |                        |                        |                        |                        |  |  |                    |                    |                    |                    |                    |                    |                 |                 |                   |                   |                   |                   |                   |                   |  |  | Caspar Crouch      | Caspar Crouch      | Caspar Crouch      | Caspar Crouch      | Caspar Crouch      | Caspar Crouch      |  |  | Male Crouch         | Male Crouch         | Male Crouch         | Male Crouch         | Male Crouch         | Male Crouch         |  |  |                    |                  |                  |                  |                  |                  |  |  |                   |                   |                   |                   |                   |                   |  |  |
|  |  |                        |                        |                        |                        |                        |                        |  |  |                    |                    |                    |                    |                    |                    |                 |                 |                   |                   |                   |                   |                   |                   |  |  | Caspar Crouch      | Caspar Crouch      | Caspar Crouch      | Caspar Crouch      | Caspar Crouch      | Caspar Crouch      |  |  | Male Crouch         | Male Crouch         | Male Crouch         | Male Crouch         | Male Crouch         | Male Crouch         |  |  |                    |                  |                  |                  |                  |                  |  |  |                   |                   |                   |                   |                   |                   |  |  |
|  |  |                        |                        |                        |                        |                        |                        |  |  |                    |                    |                    |                    |                    |                    |                 |                 |                   |                   |                   |                   |                   |                   |  |  |                    |                    |                    |                    |                    |                    |  |  |                     |                     |                     |                     |                     |                     |  |  | George Weasley     | George Weasley   | George Weasley   | George Weasley   | George Weasley   | George Weasley   |  |  | Fred Weasley      | Fred Weasley      | Fred Weasley      | Fred Weasley      | Fred Weasley      | Fred Weasley      |  |  |
|  |  |                        |                        |                        |                        |                        |                        |  |  |                    |                    |                    |                    |                    |                    |                 |                 |                   |                   |                   |                   |                   |                   |  |  |                    |                    |                    |                    |                    |                    |  |  |                     |                     |                     |                     |                     |                     |  |  | George Weasley     | George Weasley   | George Weasley   | George Weasley   | George Weasley   | George Weasley   |  |  | Fred Weasley      | Fred Weasley      | Fred Weasley      | Fred Weasley      | Fred Weasley      | Fred Weasley      |  |  |
|  |  |                        |                        |                        |                        |                        |                        |  |  |                    |                    |                    |                    |                    |                    |                 |                 |                   |                   |                   |                   |                   |                   |  |  |                    |                    |                    |                    |                    |                    |  |  | Female Crouch       |                     |                     |                     |                     |                     |  |  |                    |                  |                  |                  |                  |                  |  |  |                   |                   |                   |                   |                   |                   |  |  |
|  |  |                        |                        |                        |                        |                        |                        |  |  |                    |                    |                    |                    |                    |                    |                 |                 |                   |                   |                   |                   |                   |                   |  |  |                    |                    |                    |                    |                    |                    |  |  |                     |                     |                     |                     |                     |                     |  |  |                    |                  |                  |                  |                  |                  |  |  |                   |                   |                   |                   |                   |                   |  |  |
|  |  |                        |                        |                        |                        |                        |                        |  |  |                    |                    |                    |                    |                    |                    |                 |                 |                   |                   |                   |                   |                   |                   |  |  |                    |                    |                    |                    |                    |                    |  |  |                     |                     |                     |                     |                     |                     |  |  | Angelina Johnson   | Angelina Johnson | Angelina Johnson | Angelina Johnson | Angelina Johnson | Angelina Johnson |  |  | Roxanne Weasley   | Roxanne Weasley   | Roxanne Weasley   | Roxanne Weasley   | Roxanne Weasley   | Roxanne Weasley   |  |  |
|  |  |                        |                        |                        |                        |                        |                        |  |  |                    |                    |                    |                    |                    |                    |                 |                 |                   |                   |                   |                   |                   |                   |  |  |                    |                    |                    |                    |                    |                    |  |  |                     |                     |                     |                     |                     |                     |  |  | Angelina Johnson   | Angelina Johnson | Angelina Johnson | Angelina Johnson | Angelina Johnson | Angelina Johnson |  |  | Roxanne Weasley   | Roxanne Weasley   | Roxanne Weasley   | Roxanne Weasley   | Roxanne Weasley   | Roxanne Weasley   |  |  |
|  |  |                        |                        |                        |                        |                        |                        |  |  |                    |                    |                    |                    |                    |                    |                 |                 |                   |                   |                   |                   |                   |                   |  |  |                    |                    |                    |                    |                    |                    |  |  | Female Crouch       |                     |                     |                     |                     |                     |  |  |                    |                  |                  |                  |                  |                  |  |  |                   |                   |                   |                   |                   |                   |  |  |
|  |  |                        |                        |                        |                        |                        |                        |  |  |                    |                    |                    |                    |                    |                    |                 |                 |                   |                   |                   |                   |                   |                   |  |  |                    |                    |                    |                    |                    |                    |  |  |                     |                     |                     |                     |                     |                     |  |  |                    |                  |                  |                  |                  |                  |  |  |                   |                   |                   |                   |                   |                   |  |  |
|  |  |                        |                        |                        |                        |                        |                        |  |  |                    |                    |                    |                    |                    |                    |                 |                 |                   |                   |                   |                   |                   |                   |  |  |                    |                    |                    |                    |                    |                    |  |  |                     |                     |                     |                     |                     |                     |  |  | Fred Weasley       |                  |                  |                  |                  |                  |  |  |                   |                   |                   |                   |                   |                   |  |  |
|  |  |                        |                        |                        |                        |                        |                        |  |  |                    |                    |                    |                    |                    |                    |                 |                 |                   |                   |                   |                   |                   |                   |  |  |                    |                    |                    |                    |                    |                    |  |  |                     |                     |                     |                     |                     |                     |  |  |                    |                  |                  |                  |                  |                  |  |  |                   |                   |                   |                   |                   |                   |  |  |
|  |  |                        |                        |                        |                        |                        |                        |  |  |                    |                    |                    |                    |                    |                    |                 |                 |                   |                   |                   |                   |                   |                   |  |  |                    |                    |                    |                    |                    |                    |  |  |                     |                     |                     |                     |                     |                     |  |  |                    |                  |                  |                  |                  |                  |  |  | Rose Weasley      |                   |                   |                   |                   |                   |  |  |
|  |  |                        |                        |                        |                        |                        |                        |  |  |                    |                    |                    |                    |                    |                    |                 |                 |                   |                   |                   |                   |                   |                   |  |  |                    |                    |                    |                    |                    |                    |  |  |                     |                     |                     |                     |                     |                     |  |  |                    |                  |                  |                  |                  |                  |  |  |                   |                   |                   |                   |                   |                   |  |  |
|  |  |                        |                        |                        |                        |                        |                        |  |  |                    |                    |                    |                    |                    |                    |                 |                 |                   |                   |                   |                   |                   |                   |  |  |                    |                    |                    |                    |                    |                    |  |  |                     |                     |                     |                     |                     |                     |  |  | Ronald Weasley     |                  |                  |                  |                  |                  |  |  |                   |                   |                   |                   |                   |                   |  |  |
|  |  |                        |                        |                        |                        |                        |                        |  |  |                    |                    |                    |                    |                    |                    |                 |                 |                   |                   |                   |                   |                   |                   |  |  |                    |                    |                    |                    |                    |                    |  |  |                     |                     |                     |                     |                     |                     |  |  |                    |                  |                  |                  |                  |                  |  |  |                   |                   |                   |                   |                   |                   |  |  |
|  |  |                        |                        |                        |                        |                        |                        |  |  |                    |                    |                    |                    |                    |                    |                 |                 |                   |                   |                   |                   |                   |                   |  |  |                    |                    |                    |                    |                    |                    |  |  |                     |                     |                     |                     |                     |                     |  |  |                    |                  |                  |                  |                  |                  |  |  | Hugo Weasley      |                   |                   |                   |                   |                   |  |  |
|  |  |                        |                        |                        |                        |                        |                        |  |  |                    |                    |                    |                    |                    |                    |                 |                 |                   |                   |                   |                   |                   |                   |  |  |                    |                    |                    |                    |                    |                    |  |  |                     |                     |                     |                     |                     |                     |  |  |                    |                  |                  |                  |                  |                  |  |  |                   |                   |                   |                   |                   |                   |  |  |
|  |  |                        |                        |                        |                        |                        |                        |  |  |                    |                    |                    |                    |                    |                    |                 |                 |                   |                   |                   |                   |                   |                   |  |  |                    |                    |                    |                    |                    |                    |  |  |                     |                     |                     |                     |                     |                     |  |  | Hermione Granger   |                  |                  |                  |                  |                  |  |  |                   |                   |                   |                   |                   |                   |  |  |
|  |  |                        |                        |                        |                        |                        |                        |  |  |                    |                    |                    |                    |                    |                    |                 |                 |                   |                   |                   |                   |                   |                   |  |  |                    |                    |                    |                    |                    |                    |  |  |                     |                     |                     |                     |                     |                     |  |  |                    |                  |                  |                  |                  |                  |  |  | James Potter      |                   |                   |                   |                   |                   |  |  |
|  |  |                        |                        |                        |                        |                        |                        |  |  |                    |                    |                    |                    |                    |                    |                 |                 |                   |                   |                   |                   |                   |                   |  |  |                    |                    |                    |                    |                    |                    |  |  |                     |                     |                     |                     |                     |                     |  |  |                    |                  |                  |                  |                  |                  |  |  |                   |                   |                   |                   |                   |                   |  |  |
|  |  |                        |                        |                        |                        |                        |                        |  |  |                    |                    |                    |                    |                    |                    |                 |                 |                   |                   |                   |                   |                   |                   |  |  |                    |                    |                    |                    |                    |                    |  |  |                     |                     |                     |                     |                     |                     |  |  | Ginevra Weasley    |                  |                  |                  |                  |                  |  |  |                   |                   |                   |                   |                   |                   |  |  |
|  |  |                        |                        |                        |                        |                        |                        |  |  |                    |                    |                    |                    |                    |                    |                 |                 |                   |                   |                   |                   |                   |                   |  |  |                    |                    |                    |                    |                    |                    |  |  |                     |                     |                     |                     |                     |                     |  |  |                    |                  |                  |                  |                  |                  |  |  |                   |                   |                   |                   |                   |                   |  |  |
|  |  |                        |                        |                        |                        |                        |                        |  |  |                    |                    |                    |                    |                    |                    |                 |                 |                   |                   |                   |                   |                   |                   |  |  |                    |                    |                    |                    |                    |                    |  |  |                     |                     |                     |                     |                     |                     |  |  |                    |                  |                  |                  |                  |                  |  |  | Albus Potter      |                   |                   |                   |                   |                   |  |  |
|  |  |                        |                        |                        |                        |                        |                        |  |  |                    |                    |                    |                    |                    |                    |                 |                 |                   |                   |                   |                   |                   |                   |  |  |                    |                    |                    |                    |                    |                    |  |  |                     |                     |                     |                     |                     |                     |  |  |                    |                  |                  |                  |                  |                  |  |  |                   |                   |                   |                   |                   |                   |  |  |
|  |  |                        |                        |                        |                        |                        |                        |  |  |                    |                    |                    |                    |                    |                    |                 |                 |                   |                   |                   |                   |                   |                   |  |  |                    |                    |                    |                    |                    |                    |  |  |                     |                     |                     |                     |                     |                     |  |  | Harry Potter       |                  |                  |                  |                  |                  |  |  |                   |                   |                   |                   |                   |                   |  |  |
|  |  |                        |                        |                        |                        |                        |                        |  |  |                    |                    |                    |                    |                    |                    |                 |                 |                   |                   |                   |                   |                   |                   |  |  |                    |                    |                    |                    |                    |                    |  |  |                     |                     |                     |                     |                     |                     |  |  |                    |                  |                  |                  |                  |                  |  |  | Lily Potter       |                   |                   |                   |                   |                   |  |  |
|  |  |                        |                        |                        |                        |                        |                        |  |  |                    |                    |                    |                    |                    |                    |                 |                 |                   |                   |                   |                   |                   |                   |  |  |                    |                    |                    |                    |                    |                    |  |  |                     |                     |                     |                     |                     |                     |  |  |                    |                  |                  |                  |                  |                  |  |  |                   |                   |                   |                   |                   |                   |  |  |

- Thành viên chính: Bellatrix Black, Regulus Black, Sirius Black.
- Thành viên khác:
  - Belvina Black: Belvina sinh năm 1886, mất năm 1962, là con gái độc nhất của Phineas Nigellus Black và Ursula Flint. Ngoài ra, bà còn có bốn người anh trai là Sirius, Phineas, Arcrutus và Cygnus Black. Bà kết hôn với Herbert Burke và có ba người con: hai trai và một gái.
  - Callidora Black: Callidora sinh năm 1915, là trưởng nữ của Arcrutus Black và Lysandra Yaxley. Bà kết hôn với Harfang Longbotom và có hai người con: một trai và một gái.
  - Cassiopeia Black: Cassiopeia sinh năm 1915, mất năm 1992, là trưởng nữ của Cygnus Black và Violetta Bulstrode. Ngoài ra, bà còn có hai người anh trai là Pollux và Marius Black, một người em gái là Dorea Black. Bà sống độc thân và không có một đứa con nào.
  - Dorea Black: Dorea sinh năm 1920, mất năm 1977, là con gái út của Cygnus Black và Violetta Bulstrode. Bà kết hôn với Charlus Potter và có một người con trai.
  - Walburga Black: Walburga sinh năm 1925, mất năm 1985, là con gái của Pollux Black và Irma Crabbe. Bà kết hôn với người anh họ Orion Black và có hai người con trai là Sirius và Regulus Black. Tại Số mười hai, đường Grimmauld vẫn còn một bức chân dung của bà được treo ở hành lang vào nhà.
  - Alphard Black, Cygnus Black
  - Marius Black: Marius là con trai thứ ba của Cygnus Black và Violetta Bulstrode. Ông bị dòng họ chối bỏ và bị xóa tên khỏi cây phả hệ của Dòng họ Black do là một Á phù thủy.
  - Orion Black: Ông là cha của Sirius Black và Regulus Black. Sinh năm 1929 mất năm 1979, kết hôn với em họ mình là Walburga Black.
  - Pollux Black: Pollux sinh năm 1912, mất năm 1990, là trưởng nam của Cygnus Black và Violetta Bulstrode. Ngoài ra, ông còn có người em là Cassiopeia Black. Ông kết hôn với Irma Crabbe và có ba người con: hai trai là Alphard và Cygnus Black, một gái là Walburga Black.